# Albert Mol
Albert Mol (Amsterdã, 3 de janeiro de 1917 – Laren, 9 de março de 2004) foi um autor e ator neerlandês, e também uma celebridade da televisão que apareceu em filmes e séries de televisão durante quase 60 anos de sua vida profissional.
Mol nasceu em Amsterdã e foi um dos primeiros atores publicamente gay nos Países Baixos. Ele casou com Lucy Bor em 1948 e se divorciou em 1955. Eles tiveram uma filha em 1949, a atriz Kika Mol. Em 19 de março de 1998, Albert Mol registrou o seu relacionamento com Guerdon Bill. O relacionamento deles durou até o falecimento de Guerdon em 17 de agosto de 2003. Mol morreu em Laren, alguns meses mais tarde de aneurisma.

## Livros
- Breek me de bek niet open (com Frans Mulder)
- Het doek viel te vroeg
- Wat Zien Ik!?
- Haar van Boven
- Blonde Greet
- Dag dag welterusten
- Mengele broek en pintje billen (autobiográfico)

## Livro sobre Albert Mol
- Albert Mol (por Tony van Verre)